# 中共閬南縣委舊址
中共閬南縣委舊址位於四川省南充市閬中市水觀鎮，文物遺址年代判定為1933年。2002年12月27日公佈為四川省第六批省級文物保護單位。